# Campionati mondiali di sollevamento pesi 2022 - 55 kg femminile
Le gare di sollevamento pesi della categoria fino a 55 kg femminile — pesi piuma — dei campionati mondiali del 2022 si sono svolte il 7 dicembre 2022 a Bogotà presso la Gran Carpa Américas Corferias.

## Programma
L'orario indicato corrisponde a quello colombiano (UTC-05:00)
| Data            | Orario | Evento   |
| --------------- | ------ | -------- |
| 7 dicembre 2022 | 14:00  | Gruppo B |
| 7 dicembre 2022 | 19:00  | Gruppo A |

## Medagliate
Per ciascun esercizio, le prime tre classificate sono le seguenti:
| Esercizio | Oro          | Oro    | Argento            | Argento | Bronzo             | Bronzo |
| --------- | ------------ | ------ | ------------------ | ------- | ------------------ | ------ |
| Strappo   | Hidilyn Diaz | 93 kg  | Ana Gabriela López | 90 kg   | Rosalba Morales    | 89 kg  |
| Slancio   | Hidilyn Diaz | 114 kg | Rosalba Morales    | 110 kg  | Shoely Mego        | 109 kg |
| Totale    | Hidilyn Diaz | 207 kg | Rosalba Morales    | 199 kg  | Ana Gabriela López | 198 kg |

## Record
Prima di questa competizione, i record mondiali esistenti erano i seguenti:
| Record mondiale | Strappo | Li Yajun    | 102 kg | Aşgabat, Turkmenistan | 3 novembre 2018   |
| Record mondiale | Slancio | Liao Qiuyun | 129 kg | Pattaya, Thailandia   | 20 settembre 2019 |
| Record mondiale | Totale  | Liao Qiuyun | 227 kg | Pattaya, Thailandia   | 20 settembre 2019 |

## Risultati
| Pos. | Atleta                       | Gr. | Peso atleta | Strappo (kg) | Strappo (kg) | Strappo (kg) | Strappo (kg) | Slancio (kg) | Slancio (kg) | Slancio (kg) | Slancio (kg) | Totale |
| Pos. | Atleta                       | Gr. | Peso atleta | 1            | 2            | 3            | Pos.         | 1            | 2            | 3            | Pos.         | Totale |
| ---- | ---------------------------- | --- | ----------- | ------------ | ------------ | ------------ | ------------ | ------------ | ------------ | ------------ | ------------ | ------ |
|      | Hidilyn Diaz (PHI)           | A   | 54.90       | 90           | 93           | 96           |              | 114          | 117          | 121          |              | 207    |
|      | Rosalba Morales (COL)        | A   | 54.90       | 86           | 89           | 89           |              | 110          | 115          | 115          |              | 199    |
|      | Ana Gabriela López (MEX)     | A   | 54.80       | 90           | 94           | 94           |              | 105          | 108          | 110          | 5            | 198    |
| 4    | Andreea Cotruţa (ROU)        | A   | 54.40       | 87           | 90           | 90           | 4            | 107          | 112          | 112          | 6            | 194    |
| 5    | Shayla Moore (USA)           | A   | 55.00       | 86           | 89           | 89           | 6            | 108          | 111          | 112          | 4            | 194    |
| 6    | Nigora Abdullaeva (UZB)      | A   | 55.00       | 83           | 86           | 89           | 7            | 100          | 105          | 106          | 7            | 192    |
| 7    | Shoely Mego (PER)            | A   | 55.00       | 83           | 83           | 83           | 10           | 108          | 108          | 109          |              | 192    |
| 8    | Josée Gallant (CAN)          | B   | 52.80       | 82           | 84           | 86           | 5            | 103          | 103          | 104          | 14           | 190    |
| 9    | Chen Guan-ling (TPE)         | A   | 54.70       | 85           | 85           | 88           | 8            | 105          | 110          | 110          | 8            | 190    |
| 10   | Irene Borrego (MEX)          | A   | 54.90       | 85           | 85           | 88           | 9            | 105          | 108          | 109          | 9            | 190    |
| 11   | Juliana Klarisa (INA)        | A   | 54.70       | 79           | 82           | 82           | 13           | 103          | 105          | 109          | 10           | 187    |
| 12   | Catrin Jones (GBR)           | B   | 54.60       | 82           | 82           | 84           | 11           | 101          | 101          | 104          | 12           | 186    |
| 13   | Rose Harvey (CAN)            | B   | 54.60       | 78           | 81           | 83           | 14           | 99           | 102          | 104          | 13           | 185    |
| 14   | Jennifer Hernández (ECU)     | B   | 54.80       | 77           | 80           | —            | 15           | 95           | 104          | 107          | 11           | 184    |
| 15   | Katrine Bruhn (DEN)          | A   | 54.50       | 79           | 82           | 84           | 12           | 101          | 104          | 105          | 15           | 183    |
| 16   | Victoria Grenni (ESA)        | B   | 54.50       | 73           | 76           | 76           | 18           | 91           | 95           | 98           | 17           | 171    |
| 17   | Olga Shapiro (ISR)           | B   | 54.60       | 75           | 78           | 78           | 16           | 88           | 91           | 93           | 18           | 169    |
| 18   | Issi Agrait (PUR)            | B   | 54.50       | 72           | 77           | 77           | 17           | 80           | 90           | 95           | 19           | 167    |
| 19   | Iris Leguizamón (PAR)        | B   | 54.90       | 70           | 70           | 70           | 20           | 90           | 95           | 100          | 16           | 165    |
| 20   | Roni Shaham (ISR)            | B   | 54.90       | 71           | 71           | 71           | 19           | 85           | 85           | 89           | 20           | 160    |
| —    | Enkhbaataryn Enkhtamir (MGL) | A   | 54.90       | 86           | 87           | 87           | —            | —            | —            | —            | —            | —      |